# Badia Prataglia
Badia Prataglia is een plaats (frazione) in de Italiaanse gemeente Poppi, gelegen in de provincie Arezzo. 